# Guillaume Philandrier
Guillaume Philandrier, latinizzato in Philander, italianizzato in Filandro (Châtillon-sur-Seine, 1505 – Tolosa, 18 febbraio 1563), è stato un umanista e teorico dell'architettura francese.

## Biografia
Ebbe un'approfondita preparazione umanistica. Fu segretario del vescovo Georges d'Armagnac, letterato e protettore di uomini di cultura. Quando il vescovo, nel 1536,  fu nominato ambasciatore francese a Venezia Philander lo accompagnò e ebbe modo di frequentare Sebastiano Serlio (che proprio in quella città pubblico i primi libri del suo trattato) e di interessarsi di teoria dell'architettura. Tra il 1540 e il 1545, sempre al seguito di d'Armagnac,  fu uno degli animatori dell'Accademia della Virtù che si proponeva di studiare l'arte e l'architettura classica, soprattutto attraverso lo studio del De Architectura di Vitruvio che i membri dell'accademia leggevano e commentavano due volte la settimana a palazzo Colonna.
È autore di diversi commenti ad opere dell'antichità, in particolare   di Quintiliano, ma sono soprattutto i suoi commenti al  "De architectura " di Vitruvio, intitolati "In decem libros M. Vitruvii Pollionis de architectura annotationes" (Roma, 1544) a rendergli fama. Più che un commento, questo trattato illustrato offre un'interpretazione del testo e in particolare di alcuni passaggi, che attirò l'interesse tra gli architetti dell'epoca, benché scritto in latino, anche perché conteneva una "disgressione sugli ordini che toccava uno dei temi più discussi nella seconda metà del XVI secolo. La conoscenza diretta dei monumenti e  la frequentazione di importanti architetti  permisero a Philandrier di operare, in queste sue "Annotazioni su Vitruvio" una sintesi fra  filologia ed esperienza concreta dell'architettura.
Dopo un secondo viaggio a Roma (1547-1550) nel quale ebbe modo di frequentare l'amico Pirro Ligorio, ripubblicò ampliati i suoi commentari a Lione nel 1552, accompagnati dal testo integrale del De Architectura.
Al ritorno in Francia Philandrier abbracciò lo stato ecclesiastico. Fu nominato canonico della cattedrale di Notre-Dame de Rodez, per la quale gli vengono attribuiti i progetti per il frontone della facciata occidentale e della tribuna. Morì durante una visita a Tolosa al vecchio amico l'arcivescovo d'Armagnac che gli fece erigere un mausoleo nella sua chiesa.